# Emerico de Hungría (santo)
El príncipe Emerico (o Emérico; en húngaro: Szent Imre, en latín: Sanctus Emericus; 1000/1007-2 de septiembre de 1031), llamado el Confesor, fue hijo del rey san Esteban I de Hungría y de la beata Gisela de Baviera, miembro de la dinastía real conocida como la casa de Árpád. Al igual que su padre y su preceptor, el obispo Gerardo, está considerado santo. Los tres fueron canonizados en 1083.

## Biografía

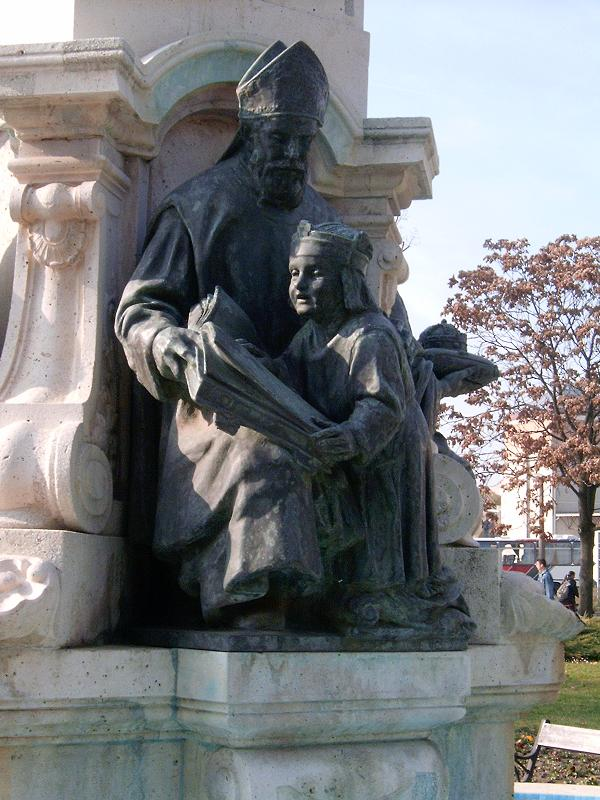
El obispo San Gerardo Sagredo y el pequeño príncipe Emerico, en Székesfehérvár, Hungría.

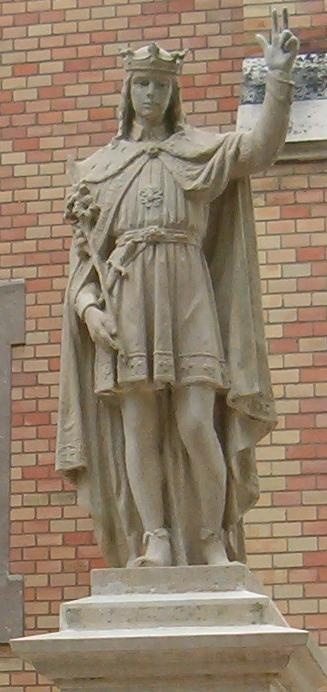
San Emérico de Hungría, estatua en Máriaremete, Hungría

Desde niño estuvo inclinado a un estilo de vida piadoso. Era devoto de la Virgen María, patrona de Hungría (Boldogasszony), y desde temprana edad se le enseñó latín y gramática, siendo su mentor San Gerardo Sagredo, obispo de Csanád a partir de 1015. De su padre recibió un libro de admoniciones, el cual contenía una serie de consejos de cómo gobernar justamente un reino para impartir justicia a todos. El libro de admoniciones expresaba que la Iglesia y sus miembros serían sus aliados más grandes para gobernar, que el cristianismo era la vía más justa para crear una sociedad más correcta. También contenía la sugerencia de recibir generosamente a los extranjeros en Hungría, para crear así mejores lazos con otras nacionalidades.
Según los escritos sobre Emerico, era conocido por contentarse con pocas horas de sueño y en vez de descansar junto a la luz de las velas cantaba dos salmos cada noche pidiendo perdón por sus pecados y los del mundo. Estaba convencido de que ningún justo y bondadoso estaba excluido del reino de Dios, fuese pobre o rico, si en vida obró correctamente, las puertas de los cielos se hallarán abiertas para ellos.
Por otra parte, cuando Emerico se iba haciendo adulto se propuso guardar castidad hasta la muerte. Si bien por orden de su padre tomó por esposa a una doncella de sangre real tan hermosa como honesta, ambos acordaron el día de la boda vivir como hermanos[cita requerida]. 
Tras la muerte del emperador alemán Enrique II, el nuevo emperador, perteneciente a otra dinastía (la Dinastía salia), decidió tomar a Hungría como un reino vasallo. Así, el emperador Conrado II mandó a su ejército a territorio húngaro en 1030, y se libró la batalla de Győr, en la cual posiblemente tomó parte el príncipe Emerico.
Según las crónicas húngaras, en 1031 Emerico murió a los 24 años de edad (tomando este dato como preciso, habría nacido efectivamente en 1007) en una cacería tras recibir heridas de un jabalí, dejando así a Hungría sin heredero. Ante esto, el rey Esteban se vio forzado a nombrar heredero a su sobrino Pedro Orseolo de Hungría, hijo de María, una hermana del rey santo húngaro. 
Tras la petición de Ladislao I de Hungría, fue canonizado junto con su padre por el papa Gregorio VII en 1083 y su fiesta se celebra el 4 de noviembre.

### Leyendas sobre San Emerico

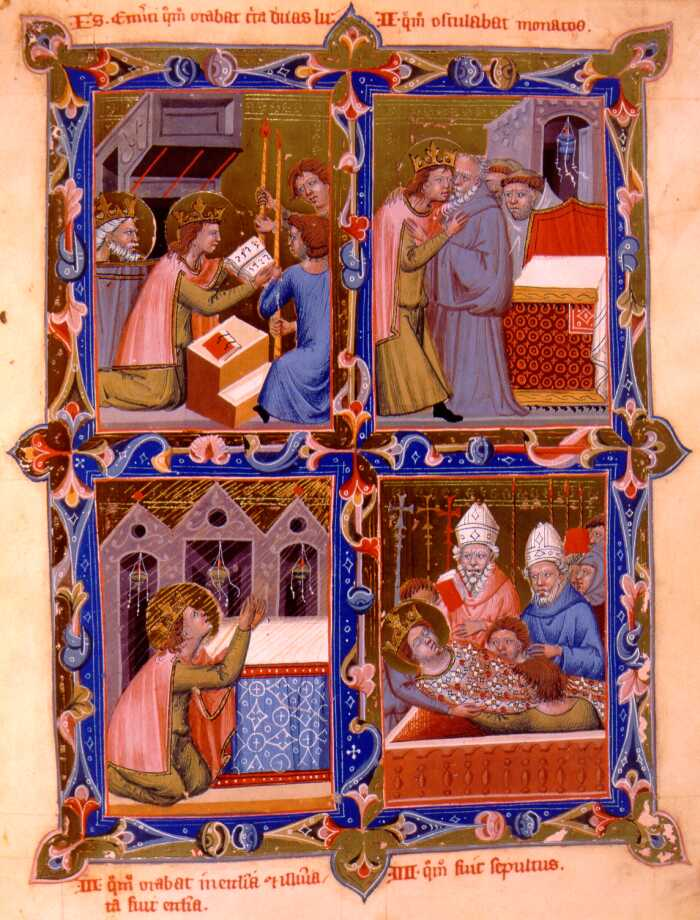
Legendario Anjou húngaro (1320/1340): 1. San Emerico es sorprendido por su padre mientras reza en la madrugada. 2. San Emerico saluda con besos a los monjes. 3. San Emerico hace su voto de celibato. 4. Entierro de San Emerico.

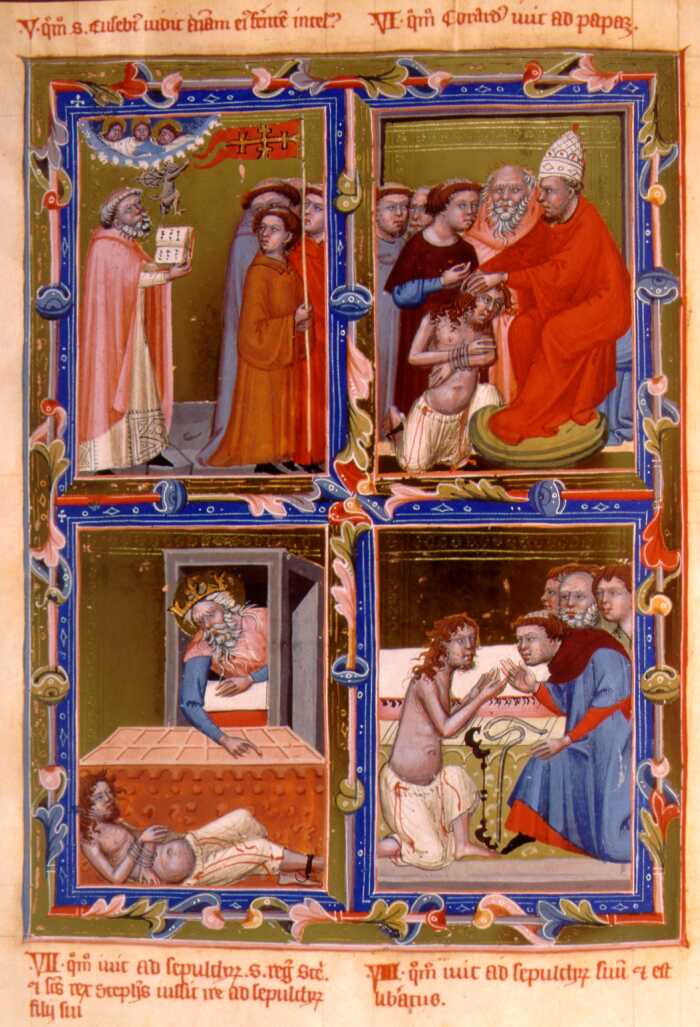
Legendario Anjou húngaro (1320/1340): 1. San Eusebio ve en una visión a San Emerico siendo llevado a los cielos por ángeles. 2. El caballero germánico Conrado sumido en pecados visita al Papa, quien le pone esposas. 3. El pecador Conrado visita en procesión la tumba de San Esteban I de Hungría en Székesfehérvár, y es enviado a San Emerico. 4. Las esposas del pecador Conrado se caen de inmediato al llegar a la tumba de San Emerico.

#### La iglesia de San Martín
En una oportunidad, Esteban y su pequeño hijo fueron a orar a la iglesia de San Martín en la cima de una montaña de la llanura panónica. Sabiendo Esteban de los méritos visibles de Emerico, le concedió el honor de dirigir la visita real y el saludo real a los fieles y religiosos reunidos en la misa. Sumido en la inspiración del Espíritu Santo, Emerico comenzó a repartir besos a los concurrentes que le iban a saludar, recibiendo algunos dos, tres, cinco y hasta siete besos del joven príncipe. Si bien todos se dieron cuenta de esto, san Esteban sin decir nada se maravilló y, tras la misa, luego de una profunda conversación con su hijo, se enteró de la causa de tal dispar repartición de besos. Emerico le explicó a su padre que, puesto que el joven príncipe conocía a aquellos presentes, según la cantidad de virtudes éticas y espirituales, recibían algunos más o menos besos, recibiendo siete aquellos que conducían una vida virgen.
Tiempo después de dicho evento, Esteban regresó a la misma abadía donde se hallaban los religiosos a los que Emerico había cubierto con besos. En medio de su oración Esteban intentó indagar sobre ese hecho y valiéndose de su majestad real, insistió con un monje de nombre Mauricio que había recibido siete besos de Emerico. Luego de gran insistencia, se dio por vencido y posteriormente Esteban reconoció que su hijo no se había equivocado, pues el religioso poseía extrema convicción y vocación y por su continuo e inenterrumpido rezo, pronto lo nombró obispo de Pécs.

#### La iglesia de San Jorge
En otra ocasión, Emerico huyó de su habitación junto con un siervo y se dirigió a la iglesia de San Jorge, construida en la ciudad de Veszprém, donde deseaba rezar salmos a solas. Emerico rogaba a Dios que le revelase cómo podía servirlo, satisfacerlo más aún, cuál podía ser la ofrenda más grande al Señor Todopoderoso. Mientras rezaba, Dios cubrió con su gran poder y luminosidad toda la iglesia y le habló a san Emerico, indicándole que la ofrenda más grande que podía hacerle a Dios era la castidad. De esta forma, el príncipe se ofreció a sí mismo y con su fe reforzada más aún por dicha aparición, prometió que no tomaría ninguna esposa jamás. Tal acontecimiento sería guardado en secreto tanto por Emerico como por su siervo, y en el futuro, inclusive luego de desposar a una princesa griega bizantina, Emerico se mantuvo virgen hasta su muerte.

## Festividad
La fiesta de san Emerico de Hungría se celebra el 4 de noviembre.